# Gebührenablösung

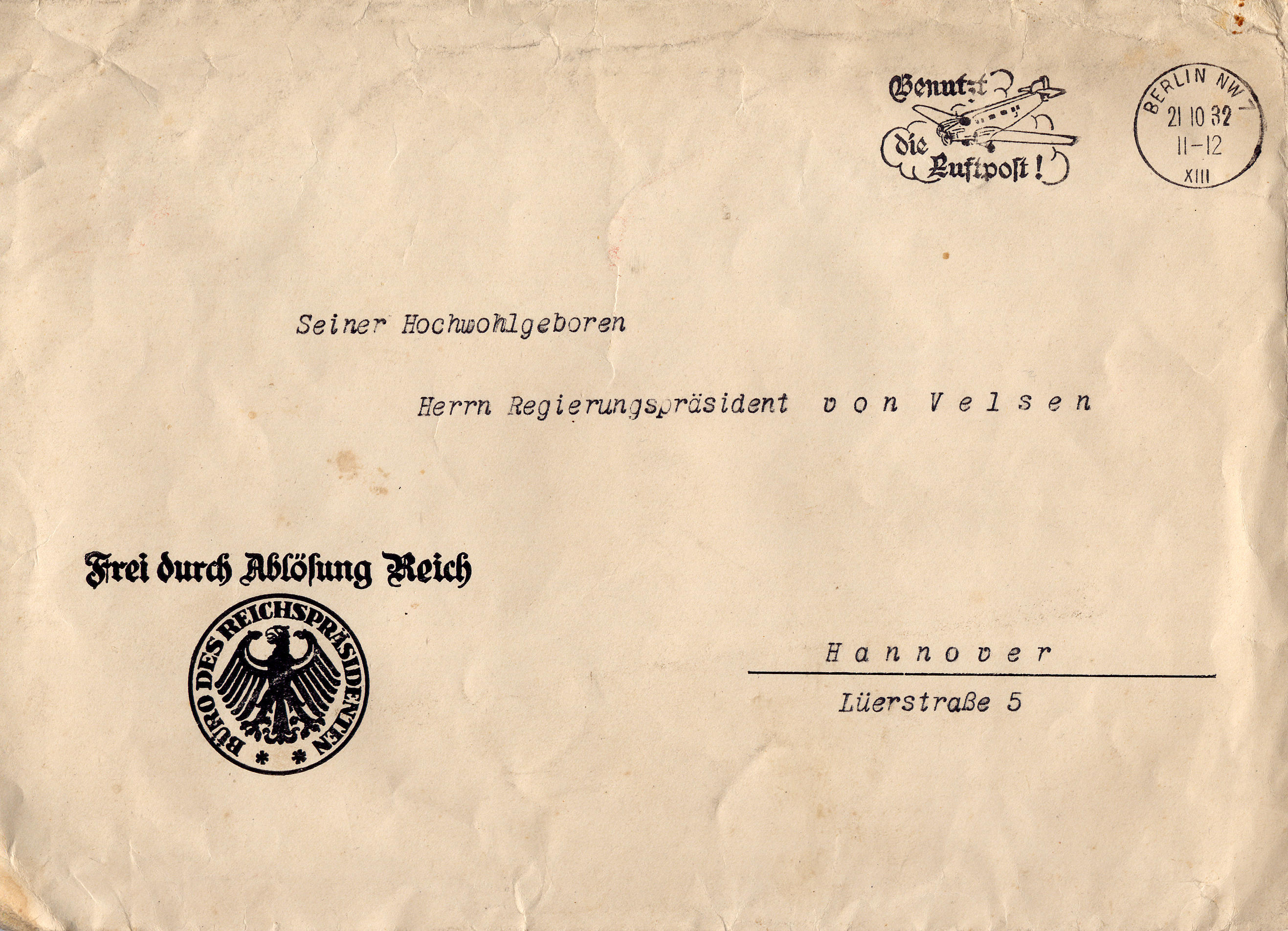
Briefumschlag mit dem Vermerk Frei durch Ablösung Reich durch das Büro des Reichspräsidenten, 1932

Gebührenablösung bedeutet die pauschale Abgeltung der Porto- bzw. Gebührenbeträge für die Beförderung einer Vielzahl von Postsendungen.

## Historische Bedeutung
Mit dem Gesetz, betreffend die Portofreiheiten im Gebiete des Norddeutschen Bundes (Portofreiheitsgesetz) vom 5. Juni 1869 war die Befreiung von Portogebühren in Deutschland nur „den regierenden Fürsten, deren Gemahlinnen und Wittwen“ verblieben.
Gemäß § 11 des Portofreiheitsgesetzes blieb der Bundes-Postverwaltung jedoch das Recht vorbehalten, mit Staatsbehörden Abkommen dahin zu treffen, dass von den Behörden an Stelle der Porto- und beziehungsweise Gebührenbeträge für die einzelnen Sendungen Aversionalsummen (Pauschalbeträge) an die Bundes-Postverwaltung gezahlt werden.
Bis 1920 waren mit 34 Staatsbehörden Verträge abgeschlossen worden, der letzte, Nr. 34, ab 1. Oktober 1919 mit der Verwertungsstelle der Branntweinmonopolverwaltung in Berlin. Alle diese Abkommen wurden durch das Gesetz über die Aufhebung der Gebührenfreiheiten im Post- und Telegraphenverkehre vom 29. April 1920 aufgehoben. Die Reichspostverwaltung behielt jedoch die Befugnis, mit Staatsbehörden die in § 11 des Postfreiheitsgesetzes vorgesehenen Abkommen über die Pauschalierung der Postgebühren abzuschließen.
Am 1. Oktober 1923 kam ein solcher Vertrag mit dem Büro des Reichspräsidenten zustande. Die Sendungen trugen den Vermerk Frei durch Ablösung Reich, darunter ein Amtssiegel mit Hoheitsabzeichen. Vom 1. Oktober 1925 galt das auch für die Landesregierungen von Baden, Lippe, Lübeck und Waldeck (siehe AmtsblVfg. 540/25). Die Pauschsumme wurde durch Zählung ermittelt und in Monatsbeträgen zur Postkasse gezahlt. Als Ersatz wurden für solche Sendungen auch Dienstmarken, die in Bayern und Württemberg bereits verwendet wurden, eingeführt.
Nach dem Zweiten Weltkrieg wurde das Gebührenablösungsverfahren zumindest in Bayern noch bis zum 31. März 1953 (AmtsblVfg.127/53) praktiziert. Auch von Sachsen, gemeint sind die OPD-Bezirke Dresden und Chemnitz, sind Postsendungen mit Ablösungsvermerken bis Ende 1945 (Vfg. vom 22. Oktober 1945) bekannt. Ähnliche Belege gibt es von Berlin (Juli–September 1945), Hamburg (20. Juni 1945) und dem Saarland (1. August 1953 eingeführt).